# 'Blue Blazes' Rawden
'Blue Blazes' Rawden è un film muto del 1918 diretto e interpretato da William S. Hart.

## Trama

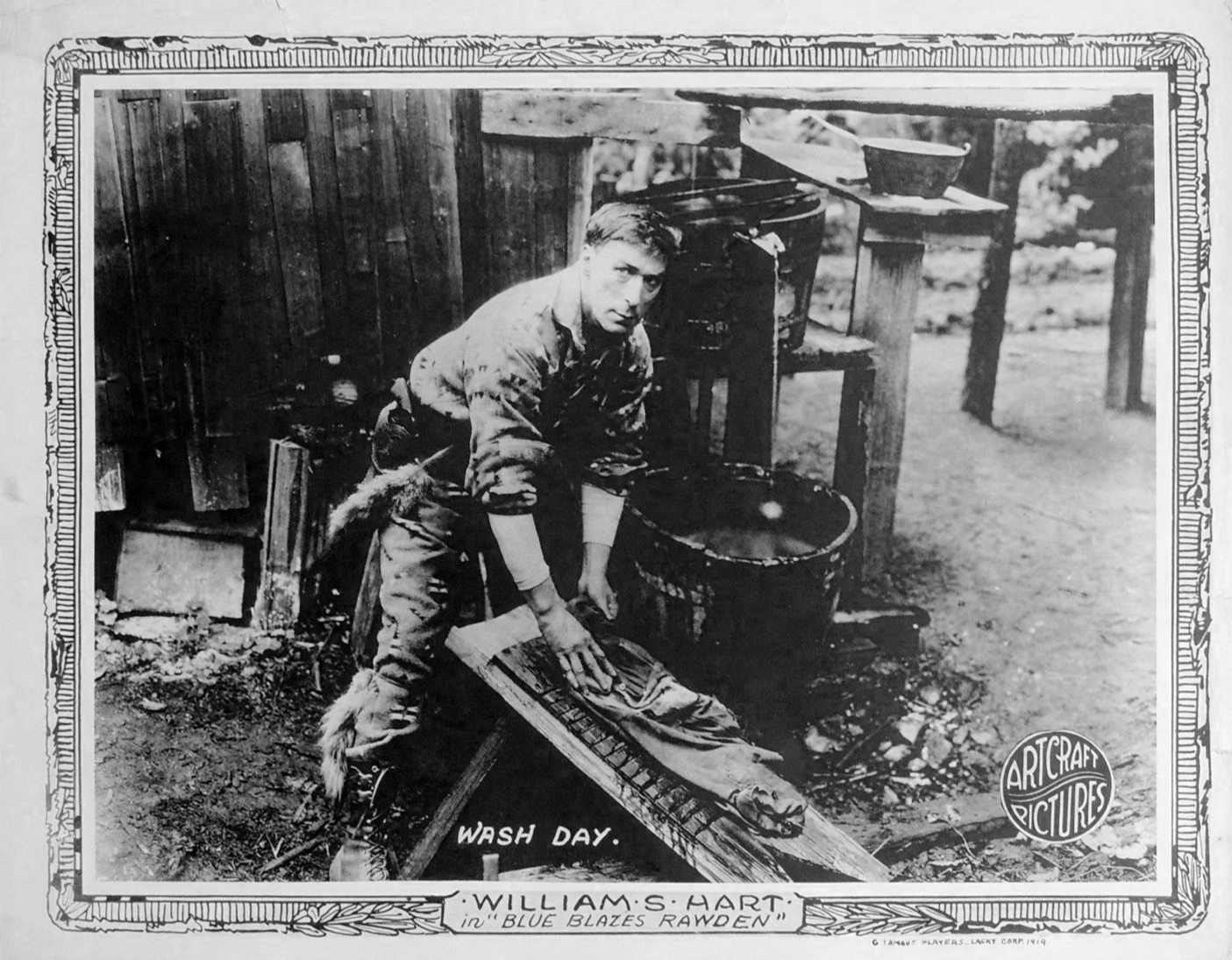
William S. Hart

Blue Blazes Rawden è un rude boscaiolo. Quando si reca nell'albergo dell'inglese Ladyfingers Hilgard, pure lui uomo dalle maniere spicce, i due entrano in competizione anche a causa di Babette Du Fresne, la donna di Hilgard. Dopo averlo battuto a carte e avergli soffiato l'amante, Rawden uccide Hilgard che lo aveva sfidato a duello. All'arrivo in paese della madre di Hilgard insieme all'altro figlio Eric, Rawden racconta loro che Hilgard è morto in maniera onorevole. Ma Babette, irritata perché il nuovo amante la trascura, dice a Eric come sono andate veramente le cose. Il giovane, furioso, spara a Rawden, ferendolo gravemente. Ciò nonostante, il boscaiolo difende Eric quando gli abitanti del posto vogliono linciarlo. In cambio, si fa promettere da lui di non rivelare mai la verità all'anziana madre. Diventato ormai un altro uomo, Rawden lascia la città.

## Produzione
Il film fu prodotto dalla Artcraft Pictures Corporation e dalla William S. Hart Productions. L'11 dicembre 1917, Motion Picture News riportava che il film era il quarto di Hart per l'Artcraft. Le riprese in esterni furono girate in California, in una zona di sequoie e di campi di boscaioli nei pressi di Santa Cruz.

## Distribuzione
Distribuito dalla Paramount Pictures, il film uscì nelle sale cinematografiche degli Stati Uniti il 1º febbraio 1918. Il 30 marzo 1920, la pellicola venne presentata anche in Giappone e, il 10 ottobre 1921, in Finlandia.
Il film, masterizzato, è stato distribuito in DVD dalla Sinister Cinema e dalla Reelclassicdvd.
Copie della pellicola sono conservate negli archivi della Library of Congress, del George Eastman Museum, in quelli del The William S. Hart Museum e della EmGee Film Library oltre che in collezioni private.